# Благовіщенськ (Башкортостан)
Благові́щенськ (рос. Благовещенск, башк. Благовещен) — місто, центр Благовіщенського району Башкортостану, Росія. Адміністративний центр та єдиний населений пункт Благовіщенського міського поселення.

## Географія
Місто розташоване на правому березі річки Біла, за 42 км від Уфи.

## Історія
Історія Благовєщенська пов'язана з підставою і будівництвом в 1756 році мідеплавильної фабрики. У цьому ж році в день християнського свята Благовіщення була закладена однойменна церква, що і визначило згодом назву селища, що пізніше стало містом Благовєщенськом.
У грудні 2004 року у Благовєщєнську відбулися масові побиття та зґвалтування місцевих мешканців республіканським ОМОНом, який був спрямований до міста після конфлікту місцевих бізнесменів з міліцією.

## Населення
Населення — 34967 осіб (2019; 34239 у 2010, 32989 у 2002).